# Аккорнеро, Роберто
Роберто Аккорнеро (итал. Roberto Accornero; род. 9 марта 1957 года, Ивреа, Италия) — итальянский актёр, снимающийся в кинофильмах и телесериалах, а также мастер дубляжа и озвучивания иностранных фильмов.

## Биография
Родился в 1957 году в муниципалитете Ивреа в регионе Пьемонт. Не окончив колледж начал работать в театре в Джана Ренцо Мортео. С 1981 года он начал интенсивную деятельность в радиопрозии, что привело к прочному партнёрству с Альберто Гоцци и Институтом Барлумена.
Окончил театральную школу. В кино дебютировал в 1985 году в фильмах «Il diavolo sulle colline» и «Две жизни Матиа Паскаль». Снимался у известных режиссёров Дарио Ардженто, Марио Моничелли, Карлоса Сауры.
Популярность завоевал после исполнения роли капитана Илоизи в телесериале «Маршалл Рокка» (итал. Il maresciallo Rocca) (1996—2005) и Гвидо Геллера в ситкоме «Camera Café» (2007—2008).
В нескольких ролях, которые он сыграл, была роль отца Анжело Дел'Акка в «Министерстве Иоанна XXIII: Папа мира» и роли капитана Алоизи в сериале «Il maresciallo Rocca».